# Constantine (serial telewizyjny)
Constantine – amerykański serial fantastyczny wyprodukowany dla NBC, oparty na serii komiksów Hellblazer, wydawanych przez Vertigo.
Wyprodukowano tylko jedną serię Constantine'a, lecz grający tytułową rolę Matt Ryan powtórzył ją w szeregu innych produkcji, m.in. DC’s Legends of Tomorrow.

## Fabuła
Serial opowiada o Johnie Constantinie, okultyście, który chroni ludzi przed demonami i innymi nadprzyrodzonymi zagrożeniami.

## Obsada

### Role główne
- Matt Ryan jako John Constantine[1], tajemniczy egzorcysta, okultysta, były naciągacz i oszust.
- Angélica Celaya jako Zed Martin[2], medium, która przyłącza się do Constantina.
- Charles Halford jako Chas Chandler[3], długoletni przyjaciel Constantina, który niegdyś rzucił  zaklęcie chroniące go przed śmiercią.
- Harold Perrineau jako Manny[3], anioł, który interesuje się poczynaniami Constantina.
- Lucy Griffiths jako Liv Aberdine[3][4][a]

### Role drugoplanowe
- Joelle Carter jako Jasmin Fell[5]
- Michael James Shaw jako Papa Midnite[6], kapłan voodoo.
- Emmett Scanlan jako Jim Corrigan[7], detektyw z wydziału zabójstw w Nowym Orleanie
- Jeremy Davies jako Ritchie Simpson
- Bailey Tippen jako Astra Logue
- Jonjo O'Neill jako Gary „Gaz” Lester
- Charles Parnell jako Nommo

## Lista odcinków

### Sezon 1
| 1 | Non Est Asylum                    | Neil Marshall     | David S. Goyer Daniel Cerone  | 24 października 2014 |
| Z powodu nieudanego egzorcyzmu, który spowodował śmierć dziewczynki z rąk demona, John Constantine, samozwańczy egzorcysta i mistrz czarnej magii, zostaje skazany na wieczne potępienie. Podczas pobytu w szpitalu psychiatrycznym dostaje ostrzeżenie, które prowadzi go do nieświadomiej niebezpieczeństwa Liv Aberdine. Constantine daje jej amulet należący wcześniej do jej ojca, który pozwala jej zobaczyć to, czego nie widzą inni. Constantinowi udaje się zidentyfikować demona czyhającego na Aberdine, następnie z pomocą Ritchie'go Simpsona odsyła go do piekła. |                                   |                   |                               |                      |
| 2 | The Darkness Beneath              | Steve Shill       | Rockne S. O'Bannon            | 31 października 2014 |
| Constantine zmierza do zachodniej Pensylwanii, gdzie kilku pracowników oraz nadzorców kopalni ginie w tajemniczych okolicznościach. Rozpoznaje w tym robotę Coblynau, duchów zmarłych górników, którzy zwykle są niegroźne, lecz tym razem zostały wezwane przez kogoś by zabijać. W mieście napotyka kobietę o imieniu Zed Martin, która rozpoznaje w nim człowieka nawiedzającego jej umysł. |                                   |                   |                               |                      |
| 3 | The Devil's Vinyl                 | Romeo Tirone      | Mark Verheiden David S. Goyer | 7 listopada 2014     |
| John i Zed jadą do Chicago w poszukiwaniu płyty winylowej, na której, według legendy został nagrany głos diabła wzywającego muzyka do piekła. Odkrywają również, że na tropie płyty jest Papa Midnite, kapłan voodoo. |                                   |                   |                               |                      |
| 4 | A Feast of Friends                | John F. Showalter | Cameron Welsh                 | 14 listopada 2014    |
| Gary Lester, jeden ze znajomych Johna, przebywający w Sudanie, wypędza z chłopca demona, którego zamyka w pudełku. Jednak demon jest zbyt potężny dla Gary'ego, więc decyduje się zabrać go do Johna. Niestety będąc na lotnisku demon uwalnia się. |                                   |                   |                               |                      |
| 5 | Danse Vaudou                      | John Badham       | Christine Boylan              | 21 listopada 2014    |
| Mapa wskazuje kolejne źródło problemów, Constantine, Zed i Chas udają się do Nowego Orleanu. Tam spotykają detektywa Jima Corrigana, który poprzedniej nocy próbował bezskutecznie zastrzelić kobietę w masce, która nożyczkami zabiła na jego oczach dziewczynę. Tego samego wieczoru Zed ma wizję, w której widzi jak ktoś rozbija się samochodem o drzewo – a sprawcą tego wypadku jest duch. Wkrótce okazuje się, że nieświadomym sprawcą przywołania duchów jest Papa Midnite.                                                                                             |                                   |                   |                               |                      |
| 6 | Rage of Caliban                   | Neil Marshall     | Daniel Cerone                 | 28 listopada 2014    |
| John i Chas badają sprawę morderstw w rodzinie, gdzie pomimo brutalnych zabójstw rodziców, dzieci zostają nietknięte i uchodzą cało z sytuacji. John zdaje sobie sprawę, że za wszystko odpowiedzialny jest duch, który opętuje dzieci. |                                   |                   |                               |                      |
| 7 | Blessed are the Damned            | Nick Gomez        | Sneha Koorse                  | 5 grudnia 2014       |
| John zaciąga Zed do pomocy w śledztwie w sprawie uzdrowiciela, który leczy chorych za pomocą nadprzyrodzonych mocy. Śledztwo prowadzi do upadłego na Ziemię anioła, którego pióro posiada uzdrowiciel. |                                   |                   |                               |                      |
| 8 | The Saint of Last Resorts         | TJ Scott          | Carly Wray                    | 12 grudnia 2014      |
| Zed rysuje obrazy przedstawiające invunche. Anne Marie, stara znajoma Johna używając projekcji astralnej prosi go by przyjechał do Meksyku zbadać sprawę porwań noworodków. John i Chas odjeżdżają, podczas gdy Zed zmuszona jest zostać na miejscu. Wkrótce jej przeszłość zaczyna ją doganiać. |                                   |                   |                               |                      |
| 9 | The Saint of Last Resorts: Part 2 | Romeo Tirone      | Mark Verheiden                | 16 stycznia 2015     |
| 10 | Quid Pro Quo                      | Mary Harron       | Brian Anthony                 | 23 stycznia 2015     |
| 11 | A Whole World Out There           | Tom Wright        | Davita Scarlett, Sneha Koorse | 30 stycznia 2015     |
| 12 | Angels and Ministers of Grace     | Sam Hill          | Christine Boylan              | 6 lutego 2015        |
| 13 | Waiting for the Man               | David Boyd        | Cameron Welsh                 | 13 lutego 2015       |

## Produkcja
8 maja 2014 roku NBC zamówiła serial na sezon telewizyjny 2014/2015.
Serial był emitowany od 24 października 2014 roku do 13 lutego 2015 roku przez NBC. Jeszcze przed premierą serialu, 8 października 2014 roku, stacja NBC zamówiła trzy dodatkowe odcinki pierwszego sezonu serialu. W związku z tym łączna liczba odcinków pierwszego sezonu wynosiłaby 16. Jednakże ostatecznie w listopadzie 2014 roku ogłoszono, że dodatkowe odcinki nie zostaną zamówione, kończąc sezon na 13 odcinkach, nie wykluczając jednak prolongowania serialu o następny sezon. Dnia 8 maja 2015 roku stacja NBC ogłosiła zakończenie produkcji serialu po jednym sezonie.

## Powiązane produkcje
Matt Ryan powrócił do roli John Constantine'a występując gościnnie w piątym odcinku 4. sezonu serialu Arrow, a także w trzecim sezonie serialu DC’s Legends of Tomorrow; w czwartym sezonie dołączył do głównej obsady.
W 2018 roku miał premierę serial animowany Constantine: City of Demons, w którym Johna Constantina zagrał ponownie Matt Ryan.